# Нове життя (газета, Бровари)
«Нове́ життя́» — газета Броварської міської та районної рад, районної державної адміністрації. Реєстраційне свідоцтво КІ № 259 від 10 грудня 1997 року.
Газета веде свою історію від першої радянської газети в Броварах, що почала виходити 17 квітня 1937 року під назвою «Стахановець».
Засновниками оновленого (вже за незалежності України) міськрайонного офіційного періодичного видання є Броварські міська та районна ради, районна державна адміністрація, колектив редакції. Головними цілями газети поруч з наданням широкої інформації про події в Україні та світі, є висвітлення регіональних і, в першу чергу, місцевих — міських і районних подій, інформування про ініціативи та розпорядження міськрайонних органів влади, краєзнавчі відомості тощо.  
На кінець 2010 року «Нове життя» виходить раз на тиждень, а її наклад становить 6 000 примірників.

## Скандали
Під час виборчої кампанії парламентських виборів 2012 року газета неодноразово випускала номери із наклепницькою інформацією проти опозиційного кандидата у народні депутати Павла Різаненка.